# Microceraphron
Microceraphron is een geslacht van vliesvleugelige insecten van de familie Ceraphronidae.

## Soorten
- M. subterraneus Szelenyi, 1935